# Shaquille Quarterman
Shaquille Quarterman (Orange Park, 28 ottobre 1997) è un giocatore di football americano statunitense che milita nel ruolo di linebacker per i Los Angeles Chargers della National Football League (NFL).

## Carriera

### Jacksonville Jaguars
Quarterman al college giocò a football a Miami dal 2016 al 2019. Fu scelto nel corso del quarto giro (140º assoluto) del Draft NFL 2020 dai Jacksonville Jaguars. Debuttò nella settimana 1 contro gli Indianapolis Colts negli special team. La sua stagione da rookie si concluse con 5 tackle in 12 presenze.

### Philadelphia Eagles
Il 5 agosto 2024 Quarterman firmò con i Philadelphia Eagles ma fu svincolato sei giorni dopo.

### Los Angeles Chargers
Il 12 agosto 2024 Quarterman firmò con i Los Angeles Chargers. Fu svincolato il 27 agosto dopo di che rifirmò con la squadra di allenamento.